# Červenec 2010
1. července – čtvrtek
- Ve věku 82 let zemřel český herec Václav Babka.[1]

2. července – pátek
- Po 23 letech bude hrát český tenista finále mužské dvouhry ve Wimbledonu. Tomáš Berdych v semifinále porazil Novaka Djokoviće 3:0 na sety.[2]
- V Karlových Varech byl zahájen 45. ročník mezinárodního filmového festivalu.[3]

3. července – sobota
- Americká tenistka Serena Williamsová se počtvrté stala vítězkou ženské dvouhry ve Wimbledonu, když ve finále porazila Rusku Věru Zvonarevovou 2:0 na sety (6:3, 6:2).[4]
- Mistrovství Evropy ve skeetu v Kazani vyhrál český sportovní střelec Jan Sychra.[5]

4. července – neděle
- Španělský tenista Rafael Nadal se podruhé stal vítězem mužské dvouhry ve Wimbledonu, když ve finále porazil Čecha Tomáše Berdycha 3:0 na sety (6:3, 7:5 a 6:4).[6]

5. července – pondělí
- V druhém kole prezidentských voleb v Polsku zvítězil Bronislaw Komorowski se ziskem 53,01 % hlasů nad Jaroslawem Kaczyńskim. Volební účast činila přibližně 57% oprávněných voličů.[7]

9. července – pátek
- Slovenský prezident Ivan Gašparovič jmenoval v prezidentském paláci novou vládu v čele s Ivetou Radičovou, která se již ve čtvrtek 8. července stala první slovenskou předsedkyní vlády.[8][9]

10. července – sobota
- V Karlových Varech byl ukončen 45. ročník mezinárodního filmového festivalu. Velkou cenu Křišťálový glóbus získal španělský film Moskytiéra režiséra Agustího Vily.[10]

11. července – neděle
- Mistry světa ve fotbale se stali Španělé, kteří ve finále porazili Nizozemsko 1:0 v prodloužení. Jediný gól dal Andrés Iniesta.[11]

15. července – čtvrtek
- Budovy Virologického ústavu Slovenské akademie věd (SAV) v Bratislavě vážně poničil požár, který vznikl pravděpodobně vznícením plynu unikajícího z tlakové bomby při sváření. Okolí nehrozil únik toxických látek ani nebezpečných virů.[12]

17. července – sobota
- Ve věku 88 let zemřel Stanislav Procházka, český generálporučík ve výslužbě.[13]

18. července – neděle
- Českou republikou se v minulých dnech prohnaly silné bouře. V Ústí nad Orlicí dokonce blesk zapálil střechu domu.[14]

19. července – pondělí
- V Indii se srazily dva vlaky. Zemřelo nejméně 60 osob a dalších 125 osob bylo zraněno.[15]

20. července – úterý
- Vláda České republiky chce od roku 2012 zvyšovat penze jen o inflaci.[16]
- Do čínské přehrady Tři soutěsky se voda valí na maximum. Za poslední noc voda vystoupila o 4 metry.[17]

22. července – čtvrtek
- Ve věku 79 let zemřel Milan Paumer, člen odbojové skupiny bratří Mašínů.[18]
- Mezinárodní soudní dvůr rozhodl, že jednostranné vyhlášení nezávislosti Kosova na Srbsku bylo legální.[19]
- Švédské úřady vyšetřují incident, při kterém v jejich vzdušném prostoru hrozila srážka dvou osobních letadel s 360 pasažéry na palubě.[20]

23. července – pátek
- Tropická bouře Bonnie míří k Louisianě a k havarovanému vrtu.[21]
- Nehoda vyhlídkového vlaku Glacier Express ve Švýcarsku si vyžádala jednoho mrtvého a 42 zraněných.[22]

24. července – sobota
- Při Love Parade v německém Duisburgu bylo ušlapáno 21 lidí a dalších několik desítek těžce zraněno.[23][24][25]

25. července – neděle
- Portál WikiLeaks zveřejnil téměř 92 tisíc tajných dokumentů týkajících se války v Afghánistánu. Některé z dokumentů popisují válečné zločiny amerických jednotek.[26]

26. července – pondělí
- Na konferenci v Paříži byl představen koncept nového urychlovače částic ILC. Má být zhruba dvakrát větší než LHC.[27]
- Kambodžský Soud pro genocidu odsoudil Kang Kek Ieua k 35 letům vězení za zločiny spáchané v době vlády Rudých Khmerů na postu ředitele věznice v Tuol Slengu. Jde o vůbec první vynesený rozsudek nad jedním z výrazných představitelů polpotovského režimu.[28]

27. července – úterý
- Ekologičtí aktivisté z organizace Greenpeace obsadili asi padesát londýnských čerpacích stanic společnosti BP na protest proti havárii ropné plošiny v Mexickém zálivu.[29]
- Prezident republiky Václav Klaus na Pražském hradě jmenoval do funkce předsedkyně Českého statistického úřadu s účinností od 1. září 2010 rektorku ústecké Univerzity Jana Evangelisty Purkyně docentku Ivu Ritschelovou.[30]

28. července – středa
- U hlavního města Pákistánu Islámábád se zřítil dopravní letoun Airbus A321 se 152 lidmi na palubě. Nikdo z nich nepřežil.[31][32]
- Policie ČR oznámila, že ve Švýcarsku byl v pondělí 26. července zatčen uprchlý český podnikatel Tomáš Pitr, odsouzený za daňové delikty k pěti letům vězení.[33]
- Katalánský parlament schválil úplný zákaz zápasů s býky v tomto regionu od roku 2012.[34]

29. července – čtvrtek
- Pivovarnická společnost Anheuser-Busch prohrála spor s Budějovickým Budvarem o používání značky Budweiser na území Evropské unie.[35]
- Barbora Špotáková vybojovala v hodu oštěpem na Mistrovství Evropy v atletice 2010 bronzovou medaili, celkově jedinou pro českou reprezentaci.[36]

30. července – pátek
- Ve Švýcarsku byla zveřejněna závěrečná zpráva k nehodě Glacier Expressu, ke které došlo 23. července.[37]
- Při záplavách, které pustoší Pákistán už od úterý, zemřelo více než 1100 lidí.[38][39]

31. července – sobota
- Rozsáhlé požáry na západní straně Ruska zdevastovaly nejméně 1000 domů a ukončily přes 30 lidských životů.[40]